# Goril·la de muntanya
El goril·la de muntanya (Gorilla beringei beringei) és una de les dues subespècies de goril·la oriental. Estan en greu perill d'extinció, els científics calculen que només queden 720 goril·les de muntanya vivint en llibertat, però gràcies a les associacions que treballen en la seva protecció, aquesta població amenaçada per la caça furtiva i les malalties devastadores com l'Ebola va creixent lentament.
Es troba repartit en dues zones, al Parc Nacional de la Selva Impenetrable de Bwindi (Uganda) i a les muntanyes Virunga. Aquesta última població de goril·les, la més nombrosa, es reparteix entre el Parc Nacional dels Virunga (República Democràtica del Congo), el Parc Nacional del Goril·la Mgahinga (Uganda) i el Parc Nacional dels Volcans de Ruanda.
És un dels goril·les més coneguts gràcies a les investigacions de Dian Fossey i la pel·lícula Goril·les en la boira. L'any 2009 ha estat declarat com a l'any del goril·la per l'ONU, en una crida al món per a intentar salvar a aquests primats.
La seva població no és abundant, queden menys de 700 individus en estat salvatge. Un cens del 2003 va confirmar que des del 1989 s'havia incrementat la població d'aquesta subespècie de goril·les en un 17%, observant-se un total de 380 goril·les en 30 grups socials a les muntanyes Virunga i un total de 320 a Bwindi. No obstant això, aquestes xifres segueixen evidenciant que el goril·la de muntanya segueix entre les espècies en perill segons la Llista Vermella de la UICN d'espècies en perill. Aquest goril·la està en perill d'extinció en estat salvatge per la pèrdua del seu hàbitat, per la caça il·legal, pels contagis de malalties humanes i per la guerra.

## Descripció

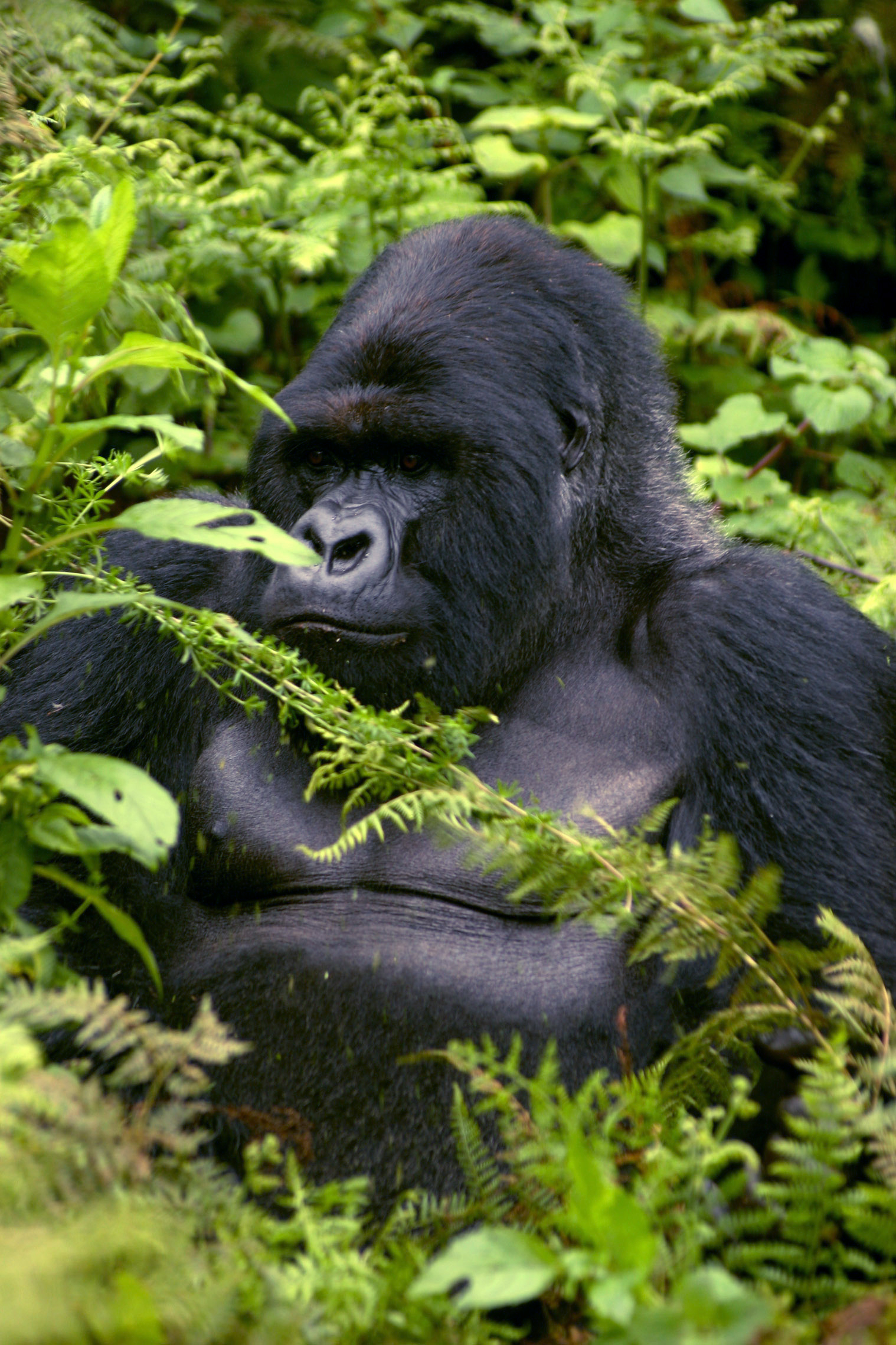
Goril·la de muntanya

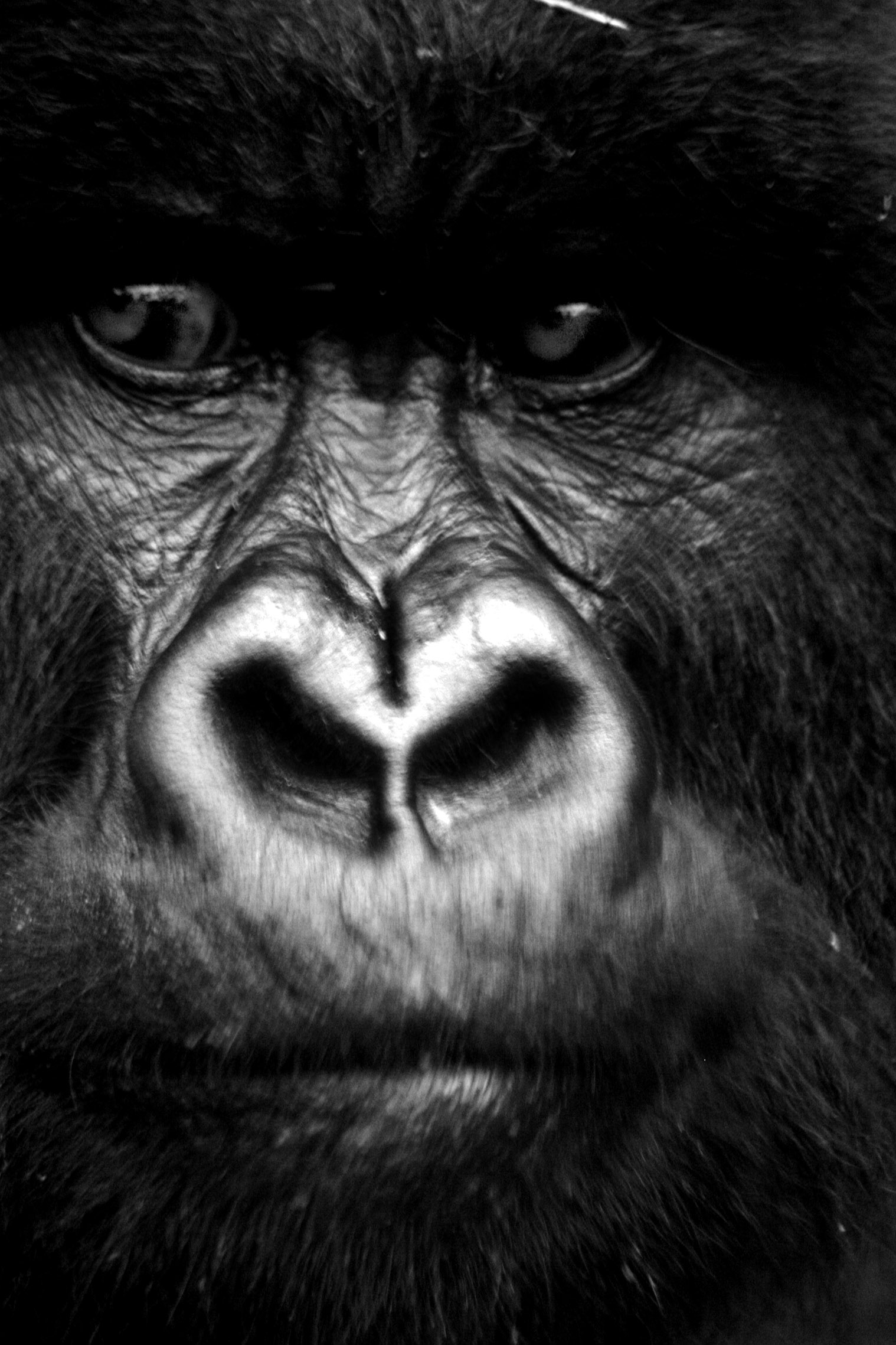
Cara de goril·la

El goril·la de muntanya té el pèl més llarg i fosc que la resta dels goril·les, cosa que li permet viure en grans altituds i viatjar cap a àrees on la temperatura pot baixar per sota de la temperatura de congelació. S'ha adaptat a la vida a terra millor que altres espècies de primats no humanes i de fet els seus peus s'assemblen bastant als dels éssers humans. Cada goril·la se sol identificar fàcilment per trets nasals propis de cada individu, els investigadors es valen normalment de fotografies i il·lustracions de cares i nassos per identificar-los i fer monitoratge.
El goril·la de muntanya, com tots els goril·les, presenta un marcat dimorfisme sexual. Els mascles són més alts i solen pesar el doble que les femelles, a més, els mascles adults presenten una marcada cresta òssia cefàlica a la part alta del crani (cresta sagital) i al clatell (monyo occipital), el que confereix als seus caps una morfologia més cònica. Aquestes crestes són un bon amarratge per als músculs maxil·lars de les seves maixelles i es presenten també en femelles adultes, però en elles són molt menys pronunciades.
Els mascles adults a més es caracteritzen per tenir una esquena platejada quan arriben a la maduresa sexual. Aquest pèl de la seva esquena, és més curt que a la resta de les parts del cos, on, especialment en els seus braços, el pèl arriba a ser molt més llarg. Els mascles poden arribar a mesurar entre 1,5 i 1,8 metres d'alçada amb una envergadura de braços de 2,25 metres i arriben a pesar entre 204 i 227 kg.
El goril·la de muntanya és bàsicament terrestre i quadrúpede, encara que pot enfilar-se als arbres per aconseguir fruites si les branques no són molt altes i és capaç de caminar dret uns 6 metres. Com tots els antropomorfs diferents als humans, els seus braços són més llargs que les seves potes. A més pot moure's recolzant-se en els artells, com el ximpanzé comú (però no com el bonobo i els orangutans), fent que tot el seu pes recaigui sobre els seus dits corbats més que sobre els seus palmells.
El goril·la de muntanya és un animal diürn, actiu sobretot entre les 6:00 i les 18:00 h. Gairebé tot aquest temps se'l passa menjant quantitats ingents de menjar per mantenir el seu gran port. A l'alba, a les primeres hores del matí i al migdia sol rebuscar aliment a terra i als matolls i s'enfila per agafar fruites. Cada goril·la fabrica un niu fet d'herbes cada tarda. Només les cries dormen amb la seva mare. Llevat que faci molt fred i humitat, abandonen aquest niu per reprendre la seva activitat diària a les 6 del matí.

## Hàbitat i alimentació
El goril·la de muntanya viu a les selves nebuloses de les muntanyes de la falla d'Albertine, a les muntanyes volcàniques de Virunga, a uns 2.225-4.267 metres d'altitud. Gairebé tots es protegeixen entre els arbres del vessant d'aquests volcans inactius: Karisimbi, Mikeno i Visoke. La vegetació és molt densa a les parts baixes de les muntanyes, però es torna més baixa amb l'altitud i els boscos que habita el goril·la de muntanya són sovint nuvolats, boirosos i freds.
El goril·la de muntanya és sobretot herbívor, la seva dieta es compon bàsicament de fulles, tiges i brots (85,8%) de 142 espècies de plantes. També es nodreix d'escorces (6,9%), arrels i rizomes (3,3%), flors (2,3%), i fruits (1,7%), així com de larves, cargols i formigues (0,1%). Els mascles adults ingereixen més de 35 quilos de vegetació i una femella com a màxim 20.
L'amplitud de l'hàbitat que habita depèn de la disponibilitat de fonts alimentàries i normalment abarca diverses àrees florístiques. George Schaller identifica deu àrees diferenciades que inclouen: els boscos de bambú a 2.225-2.804 m, els boscos d'hagènia a 2.804-3.353 m, i la gran zona de Seneci a 3.444-4.267 m. El goril·la de muntanya es passa gairebé tota la seva vida en els boscos d'hagènia envoltats de Galium, del que mengen fulles, brots, flors i fruits. Viatja més tard als camps de bambú durant els pocs mesos en què es troba els seus brots i s'endinsa en regions subalpines per alimentar-se d'arbustos de Seneci.

## Reproducció

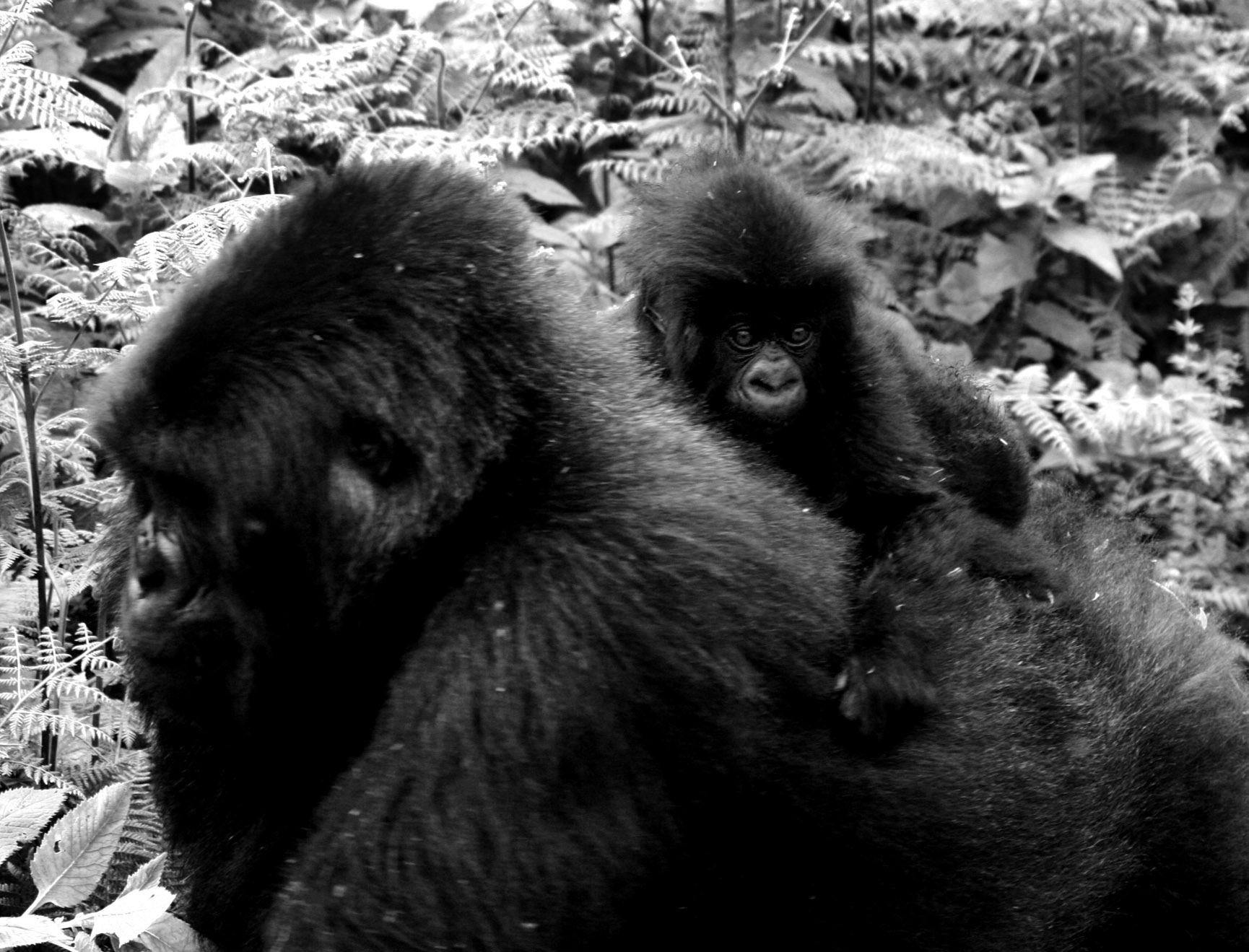
Cria a sobre de l'esquena d'un goril·la adult.

Un goril·la nadó pesa al voltant d'1,8 kg i passa la major part dels seus primers dies enganxat a la seva mare. Comença a caminar als quatre o cinc mesos, comença a ficar-se fulles a la boca als quatre o sis mesos i als vuit mesos ja pot deglutir menjar sòlid.
El deslletament ocorre als tres anys, però la cria segueix amb la mare més anys.
Els mascles i les femelles passen la seva primera infància del naixement als tres anys, la segona dels tres als sis i es consideren subadults dels sis als vuit, als vuit arriben ja a la seva maduresa sexual. Els mascles amb l'esquena negre són immadurs fins que als vuit anys els comencen a sortir uns llargs canins i la seva esquena comença a aclarir-se. Les femelles comencen a ovular als 7 o 8 anys, i tenen la seva primera infància entre els 10 i 12 anys. Els mascles, generalment no es reprodueixen abans dels 15 anys.
El goril·la de muntanya no té períodes d'aparellament i és la femella la que normalment inicia l'aparellament. Aquesta té un cicle menstrual de d'uns 27 o 28 dies amb 1 o 3 dies de període fèrtil i l'ovulació cessa (amenorrea) cada 3 o 4 anys després de la reproducció. La durada de la gestació és de 8 mesos i mig i sol ser d'una única cria, apareixent rares vegades bessons. Les femelles solen criar una cria cada 6 o 8 anys, arribant a criar unes 2 o 6 cries en uns 40 anys. Els mascles presenten harems (poligínia) d'unes 3 o 4 femelles i arriben a tenir entre 10-20 fills als 50 anys.

## Estructura social
El goril·la de muntanya, com tots els antropomorfs excepte l'orangutan, és un animal molt social, el més corrent és que formin grups de mascles i femelles adults molt estables i cohesionats que es mantenen units molt de temps. Gairebé sempre, com ocorre en el ximpanzé, les femelles no estan emparentades i en arribar a la maduresa sexual, moltes surten del grup perquè les accepti un altre grup. Aquests grups no són territorials i el mascle de llom platejat s'encarrega més de defensar el grup que el seu territori. Sembla que la seva durada com a mascle principal té com a mitjana uns 4,7 anys a les Muntanya de Virunga.
El 61% dels grups estan compostos exclusivament per un únic mascle adult, les femelles del seu harem i les seves cries i al voltant del 36% dels grups tenen més d'un mascle. La resta dels goril·les mascles són solitaris o s'agrupen en col·lectius on només hi ha mascles, normalment compostos per un mascle madur dominant i uns pocs mascles joves.
Les grandàries dels grups oscil·len entre el cinc i els tretze individus, normalment com uns deu. Un grup típic es compon del mascle de llom platejat (mascle alfa), que seria el líder, un o dos mascles de llom negre que actuarien com a sentinelles, unes tres o quatre femelles madures vinculades al mascle dominant per a tota la vida i de tres a sis individus immadurs.

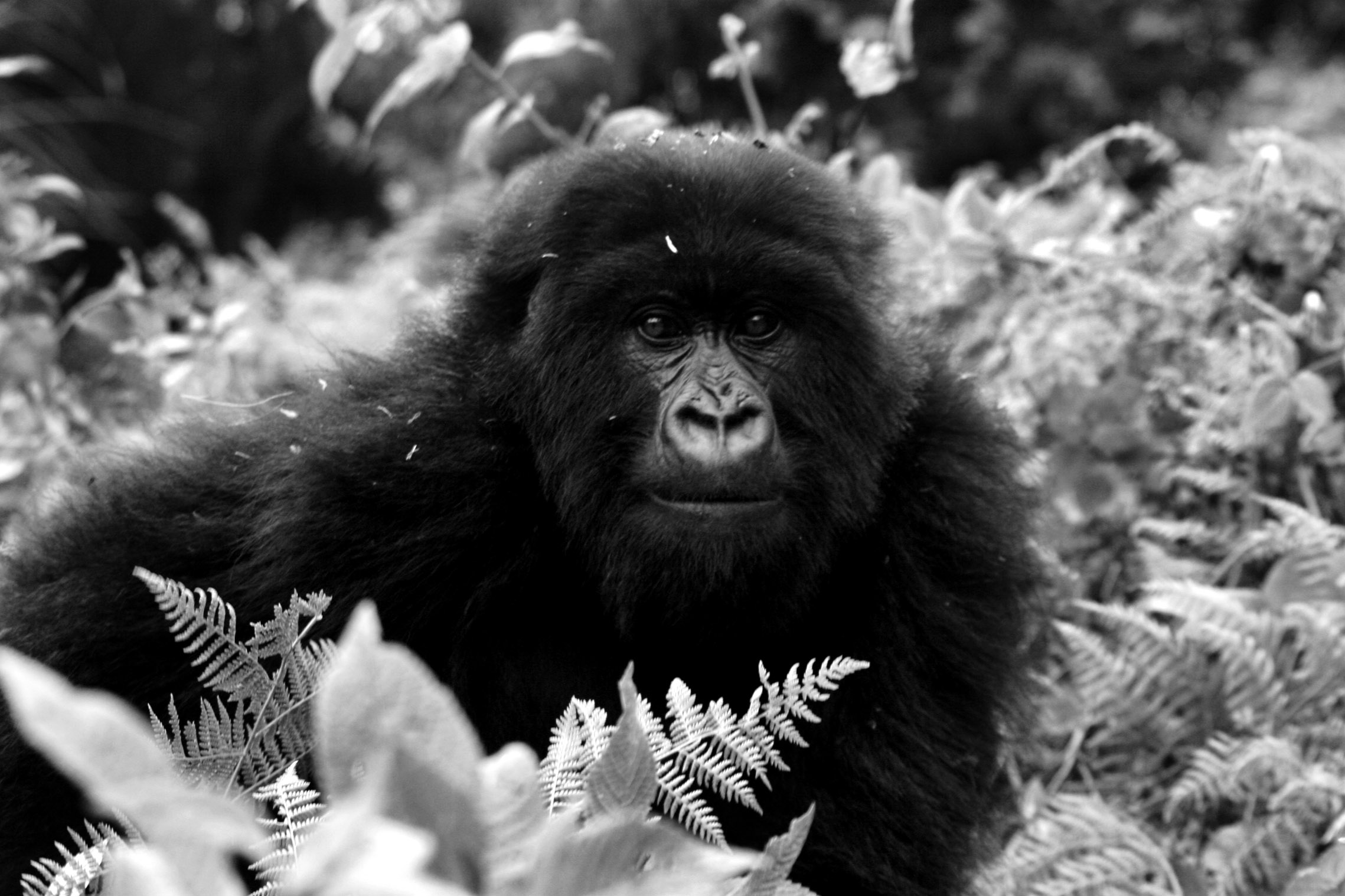
Goril·la de muntanya

Gairebé tots els mascles i al voltant del 60% de les femelles, abandonen el seu grup natal. Els mascles l'abandonen als 11 anys, encara que el procés de separació total és lent i s'allunyen del grup a poc a poc. Llavors viatgen sols en un grup de només de mascles durant uns 2-5 anys fins que troben unes femelles per establir un nou grup. Les femelles normalment surten del grup als 8 anys i bé van a un grup ja establert o bé creen un nou grup amb un mascle. De fet, van viatjant d'uns grups a uns altres fins a establir-se finalment amb un mascle de llom platejat.
El mascle de llom platejat dominant és el que generalment determina els moviments del grup, portant-lo a llocs on es pot alimentar al llarg de l'any. A més, s'encarrega d'intervenir en els conflictes i protegeix al grup de les amenaces. A més a més els mascles dominants poden evitar els paranys dels furtius. Són així mateix el centre d'atenció durant el descans i els individus joves es queden a prop d'ells i els inclouen en els seus jocs. Si una mare mor o abandona el grup, el mascle de llom platejat s'encarrega habitualment de la criança de la cria fins que abandona el grup, i fins i tot la deixa dormir en el seu niu.
El mascle de llom platejat és l'eix de la societat goril·la i quan aquest mor o el mata alguna malaltia, algun accident o els furtius, el grup es veu molt afectat. Tret que deixi un mascle que el rellevi, el grup es desfà o es veu en la necessitat de trobar un altre mascle que s'encarregui d'ell. Quan un nou mascle de llom platejat arriba al grup, mata a tots els descendents de l'anterior. Aquest infanticidi és una estratègia reproductiva per assegurar que tots els nous individus siguin descendents del nou mascle de llom platejat i és un comportament que s'ha observat també en altres primats com el ximpanzé comú.

## Conductes

### Agressió
L'agressió és rara en grups estables excepte quan es produeix una trobada amb un altre grup, en aquest cas, tots dos mascles dominants poden enredar-se en una baralla a mort causant-se amb els seus canins greus ferides. Per aquest motiu, els conflictes es resolen normalment amb demostracions de fortalesa i altres comportaments dirigits a intimidar abans d'arribar al físic. La demostració de superioritat és un ritual estereotipat i típic de goril·les. La seqüència completa d'aquesta conducta es divideix en 9 fases: (1) progressius alarids de desafiament, (2) alimentació simbòlica, (3) bipedestació, (4) llançament de vegetació, (5) cops del pit amb els punys, (6) puntada amb una pota, (7) carreres als costats a quatre o a dues potes, (8) cops i trencaments de la vegetació i (9) pressió repetida i violenta del sòl amb els palmells per acabar la demostració de feresa.

### Relacions
El descans del migdia és el millor moment per establir i reforçar les relacions dins del grup. L'anomenat grooming serveix de condícia desparasitari i per relacionar-se. Aquest comportament no és tan habitual en els goril·les com en altres primats, són sobretot les femelles les que el realitzen amb les cries regularment. Els goril·les joves solen jugar sovint i són més arboris que els grans adults. El joc els ajuda a aprendre a comunicar-se i comportar-se dins del col·lectiu. Les seves activitats lúdiques comprenen baralles, persecucions o salts. El mascle de llom platejat i les femelles poden participar si els conviden.

### Vocalització
Se'ls han reconegut vint-i-cinc vocalitzacions diferents, moltes d'elles són emprades en la comunicació del grup entre la densa vegetació. Els sons classificats com grunyits o udols són els que més se senten quan viatgen i indiquen la situació dels membres i també són emprats per imposar disciplina. Els crits d'alarma o avís són emesos normalment pels mascles de llom platejat. Rots sords, profunds i continuats suggereixen que estan contents i se senten molt durant el menjar i els períodes de repòs. Són la forma més corrent de comunicació intragrupal.
Alguns d'aquests goril·les han aconseguit aprendre, a un nivell molt bàsic, llengües de signes.

### Pors
Per raons desconegudes, els goril·les de muntanya semblen tenir una por natural a certs rèptils com les serps. Menys els esquenes platejades, que per salvar a la seva família s'enfronten contra qualsevol animal. Les cries, el comportament natural de les quals és perseguir tot el que es mou, fugen quan veuen camaleons i certes erugues. Koko, la goril·la a la qual van ensenyar llengua de signes, tenia por als cocodrils i caimans malgrat haver viscut sempre en captivitat. Semblen témer també l'aigua i els corrents hídrics i normalment travessen rius o llacs si poden fer-ho sense mullar-se massa (per exemple, sobre troncs). Dian Fossey va observar que el goril·la de muntanya té certa tírria a la pluja.

## Recerca i història
A l'octubre de 1902, el capità Robert von Beringe (1865-1940) va disparar a dos grans micos antropomorfs en una expedició pel que aleshores era la frontera de l'Àfrica Oriental Alemanya. Van enviar més tard un exemplar al Museu Zoològic de Berlín, on el professor Paul Matschie (1861-1926) el va classificar com una nova forma de Gorilla beringei després que el descobrís una persona amb aquest nom. El 1925, Carl Akeley, un naturalista i taxidermista del Museu Americà d'Història Natural que desitjava estudiar als goril·les, va convèncer a Albert I de Bèlgica per establir el Parc Nacional Albert a les Muntanyes de Virunga.
George Schaller va iniciar les seves observacions del goril·la de muntanya el 1959, publicant dos llibres: The Mountain Gorilla (El goril·la de muntanya) i The Year of the Gorilla (L'any del goril·la). Poc se sabia del goril·la de muntanya abans de les seves recerques, que comprenien estudis sobre l'organització social, el desenvolupament i l'ecologia. Després de Schaller, Dian Fossey va començar un estudi de 13 anys el 1967. Fossey va realitzar noves observacions, va completar el primer cens fidel i va instaurar pràctiques actives de conservació, com les dels controls de les patrulles de furtius.
L'abril de 2007,el parc nacional de la Selva Impenetrable de Bwindi va registrar un increment d'un 6% pel que fa al cens de 2002.

## Conservació

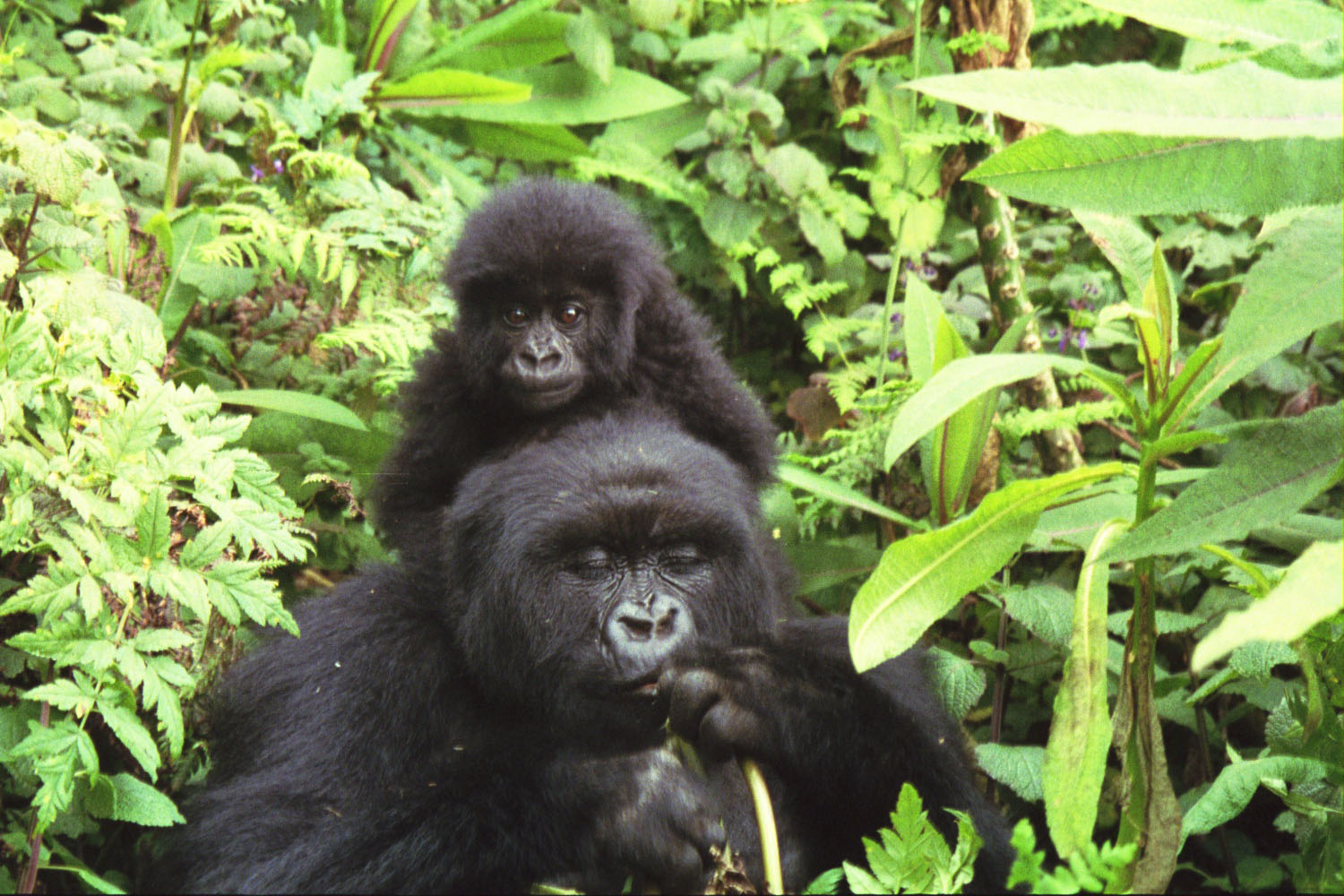
Mare i cria en el Parc Nacional dels Volcans, Ruanda.

El goril·la de muntanya està en perill d'extinció a causa de la caça furtiva, la pèrdua del seu hàbitat i el contagi de malalties humanes.
- Caça furtiva:  El goril·la de muntanya no sol caçar-se com viande de brousse, (carn de mala herba, caça d'animals salvatges per caçadors furtius i afeccionats), sinó que solen ser víctimes de paranys per a altres animals. S'han caçat per les seves mans, els seus caps o els seus peus, que es venen a col·leccionistes. El rapte de cries suposa a més la pèrdua d'almenys un adult, que com a molts membres del grup lluiten per protegir-la. El furtivisme amenaça la seva supervivència en regions d'inestabilitat política. La major part dels grans antropomorfs sobreviuen en zones d'inseguretat crònica, on les armes automàtiques són fàcilment accessibles per trencar la llei i l'ordre. La matança de goril·les de muntanya[28] al Parc Nacional dels Virunga el gener de 2007 és un cas ben documentat.
- Pèrdua d'hàbitat: L'assentament humà a les zones properes a l'hàbitat dels goril·les de muntanya fa minvar les selves que habiten. La necessitat d'aquestes zones pels humans per fer carreteres, per als seus cultius i altres, relega als goril·les a zones molt aïllades. Alguns goril·les arriben a robar fruits dels cultius, generant una gran animadversió entre els grangers.
- Malalties: Éssers humans i goril·les són prou semblants genèticament perquè els goril·les siguin vulnerables a moltes patologies humanes, especialment aquells que normalment són visitats per turistes. Aquestes malalties poden ser devastadores per a poblacions tan aïllades amb un sistema immunitari tan deficient.
- Guerres i inestabilitat política

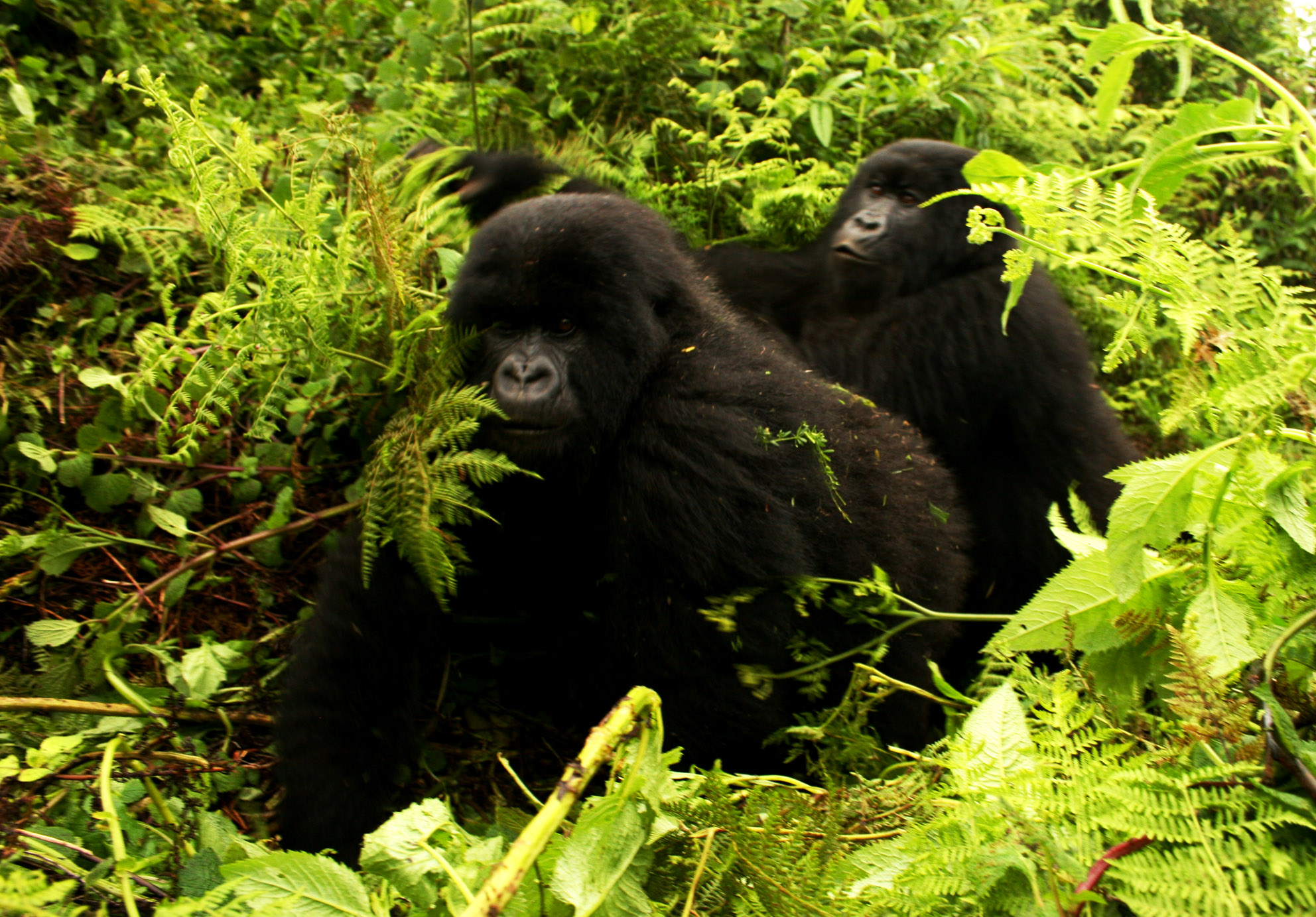
Goril·les entre la vegetació.

La conservació requereix un treball a diferents nivells i implica protecció i assistència legal així com educació i recerca. La conservació ha d'incloure tres fronts: 
- "Conservació activa: consistiria en patrulles de vigilància i protecció a l'hàbitat, censos continuats, requisa d'armes, etc.."
- "Conservació teòrica, buscaria animar el turisme millorant les carreteres que voregin les muntanyes i renovant les seus dels parcs per allotjar als turistes i facilitant l'acostament dels goril·les al parc perquè els turistes els vegin i fotografiïn.
- Conservació basada en la comunitat basada en la pertinença a Àfrica, oferint educació al personal i beneficis mediambientals a les àrees protegides i animant a la gent local a sentir-se orgullosa i responsable de la protecció dels seus parcs.